# ۹۲۹ (قمری)
۹۲۹ (قمری)، نهصد و بیست و نهمین سال در گاهشماری هجری قمری است. اول محرم این سال برابر با سی‌ام نوامبر سال ۱۵۲۲ میلادی است.

## درگذشتگان
- ۲۸ جمادی‌الاول برابر اوایل اردیبهشت ۹۰۲ - قتل میرزا شاه حسین اصفهانی، وکیل نفس نفیس همایون شاه اسماعیل یکم صفوی در تبریز.